# Bathyaulax minerva
Bathyaulax minerva är en stekelart som först beskrevs av Charles Thomas Brues 1924.  Bathyaulax minerva ingår i släktet Bathyaulax och familjen bracksteklar. Inga underarter finns listade.